# Episodi di Oltre i limiti (quarta stagione)
La quarta stagione della serie televisiva Oltre i limiti è andata in onda negli Stati Uniti d'America dal 23 gennaio al 18 dicembre 1998 sull'emittente Showtime.
| nº | Titolo originale  | Titolo italiano | Prima TV USA     | Prima TV Italia |
| -- | ----------------- | --------------- | ---------------- | --------------- |
| 1  | Criminal Nature   |                 | 23 gennaio 1998  |                 |
| 2  | The Hunt          |                 | 30 gennaio 1998  |                 |
| 3  | Hearts and Minds  |                 | 6 febbraio 1998  |                 |
| 4  | In Another Life   |                 | 16 febbraio 1998 |                 |
| 5  | In the Zone       |                 | 20 febbraio 1998 |                 |
| 6  | Relativity Theory |                 | 27 febbraio 1998 |                 |
| 7  | Josh              |                 | 6 marzo 1998     |                 |
| 8  | Rite of Passage   |                 | 13 marzo 1998    |                 |
| 9  | Glyphic           |                 | 20 marzo 1998    |                 |
| 10 | Identity Crisis   |                 | 27 marzo 1998    |                 |
| 11 | The Vaccine       |                 | 3 aprile 1998    |                 |
| 12 | Fear Itself       |                 | 10 aprile 1998   |                 |
| 13 | The Joining       |                 | 17 aprile 1998   |                 |
| 14 | To Tell the Truth |                 | 24 aprile 1998   |                 |
| 15 | Mary 25           |                 | 29 maggio 1998   |                 |
| 16 | Final Exam        |                 | 5 giugno 1998    |                 |
| 17 | Lithia            |                 | 3 luglio 1998    |                 |
| 18 | Monster           |                 | 10 luglio 1998   |                 |
| 19 | Sarcophagus       |                 | 7 agosto 1998    |                 |
| 20 | Nightmare         |                 | 14 agosto 1998   |                 |
| 21 | Promised Land     |                 | 21 agosto 1998   |                 |
| 22 | Balance of Nature |                 | 4 settembre 1998 |                 |
| 23 | Origin of Species |                 | 27 novembre 1998 |                 |
| 24 | Phobos Rising     |                 | 4 dicembre 1998  |                 |
| 25 | Black Box         |                 | 11 dicembre 1998 |                 |
| 26 | In Our Own Image  |                 | 18 dicembre 1998 |                 |